# Reprezentacja Niemiec w hokeju na trawie kobiet
Reprezentacja Niemiec w hokeju na trawie kobiet jest najbardziej utytułowanym obok Australii i Holandii żeńskim zespołem narodowym na świecie w tej dyscyplinie. Zdobyła w swej historii złoty medal Igrzysk Olimpijskich w 2004 roku, dwa złote medale Mistrzostw świata (1976, 1981), dwa złote medale Mistrzostw Europy (2007, 2013) oraz trzy złote medale Halowych mistrzostw świata (2003, 2011, 2018).
Reprezentacja Niemiec zwyciężyła także w zawodach Champions Trophy w 2006 roku.

## Osiągnięcia

### Igrzyska olimpijskie
- nie wystąpiła - 1980
- 2. miejsce - 1984
- 5. miejsce - 1988
- 2. miejsce - 1992
- 6. miejsce - 1996
- 7. miejsce - 2000
- 1. miejsce - 2004
- 4. miejsce - 2008
- 7. miejsce - 2012
- 3. miejsce - 2016
- 6. miejsce - 2020
- 6. miejsce - 2024

### Mistrzostwa świata
- 3. miejsce - 1974
- 1. miejsce - 1976
- 2. miejsce - 1978
- 1. miejsce - 1981
- 4. miejsce - 1983
- 2. miejsce - 1986
- 8. miejsce - 1990
- 4. miejsce - 1994
- 3. miejsce - 1998
- 7. miejsce - 2002
- 8. miejsce - 2006
- 4. miejsce - 2010
- 8. miejsce - 2014
- 5. miejsce - 2018
- 4. miejsce - 2022

### Mistrzostwa Europy
- 3. miejsce - 1984
- 3. miejsce - 1987
- 2. miejsce - 1991
- 3. miejsce - 1995
- 2. miejsce - 1999
- 3. miejsce - 2003
- 2. miejsce - 2005
- 1. miejsce - 2007
- 2. miejsce - 2009
- 2. miejsce - 2011
- 1. miejsce - 2013
- 3. miejsce - 2015
- 4. miejsce - 2017
- 2. miejsce - 2019
- 2. miejsce - 2021
- 3. miejsce - 2023
- 2. miejsce - 2025

### Halowe mistrzostwa świata
- 1. miejsce – 2003
- 3. miejsce – 2007
- 1. miejsce – 2011
- 2. miejsce – 2015
- 1. miejsce – 2018
- nie wystąpiła – 2023
- 4. miejsce – 2025